# Giampiero Ubezio
Giampiero Ubezio (Novara, 16 giugno 1949) è un fumettista italiano.
Dal 1984 al 2022 ha collaborato con il settimanale Topolino, realizzando oltre 120 storie a fumetti e contribuendo a caratterizzare il personaggio di Indiana Pipps.

## Gli inizi
Dopo essersi diplomato al liceo scientifico Salesiano San Lorenzo di Novara, Ubezio, nonostante la vocazione artistica, si iscrive alla facoltà di scienze politiche presso l'Università Cattolica del Sacro Cuore di Milano.
Durante gli anni dell'università quella che sembrava un'ingenua vocazione si trasforma in una vera e propria chiamata, alla quale Ubezio risponde trasferendosi a Torino per intraprendere una carriera pubblicitaria presso lo Studio Testa ed in seguito come freelance per diverse ditte piemontesi quali Ferrero e FIAT.
La vocazione artistica non si limiterà solamente al campo delle arti grafiche ma si estenderà anche a quello delle arti musicali. A Torino infatti Ubezio trova l'occasione di fondare un gruppo musicale ispirato al genere Country rock di oltreoceano al quale rimarrà sempre sentimentalmente legato. Il gruppo sarà famoso nell'ambiente torinese degli anni '70 con il nome di Ossidiana.

## Alla Disney
Nel 1984 inizia la sua collaborazione, che terminerà solo nel 2022 dopo quasi quarant'anni,  con la Walt Disney Company Italia, che lo porterà a dar vita a personaggi e storie capaci di renderlo uno degli autori più originali dell'ambiente.
È autore di numerose storie e saghe tra cui non mancano anche celebri e raffinate parodie.

### I personaggi
Collaborando con diversi sceneggiatori quali ad esempio Bruno Sarda e Giorgio Pezzin dà vita a moltissimi personaggi. Poco dopo l'inizio della sua carriera disneyana, però, si discosta sensibilmente da quello che può essere definito il “mondo dei paperi”, dichiarando in più occasioni di prediligere decisamente i personaggi appartenenti invece al “mondo dei topi”. Ubezio diventa infatti insieme a Massimo De Vita uno degli autori che ha disegnato più spesso il personaggio di Indiana Pipps.

### Le Saghe

#### Topolino e lo Scettro di Harlech
Questa saga è articolata in tre storie. L'autore si è liberamente ispirato al mondo fantasy, mondo dal quale verrà sempre particolarmente affascinato. Grazie ad una maestria propria di un grande artista, Ubezio riesce a miscelare grandi classici quali Il Signore degli Anelli, Dune, Dungeons and Dragons, Jumanji creando un vero e proprio cult disneyano.
Sul mondo di Harlech grava una terribile minaccia: Nadar, un druido ribelle cultore di magia nera insorge contro il re. Solo coloro prescelti dai dadi magici e dalla scacchiera capace di viaggiare nello spazio e nel tempo potranno fronteggiare la minaccia restituendo al regno la pace.
Indipendentemente dalla trama e dalle ambientazioni che sicuramente non sono da sottovalutare per bellezza e particolarità, quello che colpisce di più dei racconti sono le due figure di Topolino e Pippo. Ubezio infatti dichiarerà di aver voluto riscattare il personaggio di Pippo a lui sempre molto caro, rappresentandolo decisamente più scaltro e meno “goffo”: sarà infatti grazie al prezioso aiuto di Pippo che i due prescelti riusciranno a superare tutti gli ostacoli sotto forma di indovinelli e prove di intelligenza che incontreranno sul loro percorso.
Anche se il duello finale spetterà al protagonista Topolino, Pippo nella sua dignità di personaggio etereo ne sarà una valida ed indispensabile spalla.
“Non ho voluto rappresentare Topolino come l'antipatica figura che riesce a fare sempre la cosa giusta al momento giusto” dichiarerà in un'intervista.

#### Topolino e il ritorno ad Harlech
Saga articolata in tre storie. Pippo e Topolino si vedranno costretti a fare ritorno nel regno di Harlech per trarre in salvo Minni, rapita dal perfido Nadar che, si scopre, non era stato definitivamente sconfitto.
Grazie all'aiuto del re di Harlech e dopo molteplici peripezie Topolino riuscirà a trarre in salvo la sua amata Minni...

### Le Parodie

#### Il nome della Mimosa
Storia che nasce dalla collaborazione tra Giampiero Ubezio e Bruno Sarda, ispirata al celebre romanzo di Umberto Eco “Il nome della rosa”.
I protagonisti Topolino e Pippo indagano in un college inglese per scoprire la cura del raffreddore. La ricetta capace di sconfiggere la malattia si trova in un antico libro di erboristeria che andò distrutto nell'incendio del college stesso...

#### I misteri della giungla nera
Collaborazione di Giampiero Ubezio e Bruno Sarda.
Tratta dall'omonimo romanzo di Emilio Salgari la storia narra di Topolino-Topol-Naik che corre in aiuto di Minni rapita dai Tux.Topol-Naik, accompagnato dal fedele amico Pippa-muri, avrà la meglio su Gamba Singh...

#### I racconti di Edgar Allan Top
Collaborazione di Giampiero Ubezio e Mario Volta.
I racconti contengono tre parodie tratte dai racconti di Edgar Allan Poe.
Il protagonista Edgar Allan Top verrà a capo di diversi misteri, grazie anche all'aiuto prezioso dell'ispettore Dupipp. I racconti consistono de:
- La casa del fantasma distratto(La caduta della casa degli Usher)
- La busta nascosta (La lettera rubata)
- I misteri della Rue Toporgue (I delitti della Rue Morgue)
- Lo scarabeo d'oro (Lo scarabeo d'oro), quest'ultima disegnata da Silvio Camboni.

#### Dick Pipp
Collaborazione di Giampiero Ubezio e Bruno Sarda.
Ispirato al celebre personaggio di Chester Gould, Dick Tracy, Dick Pipp muovendosi in un'America anni '30 rivivrà le storie del suo alter ego e si batterà contro i suoi stessi nemici...

### Le sceneggiature
- Topolino e I Faraoni Neri
- Topolino e Il Libro degli Arcani
- Topolino e Il Pollo alla Marengo
- Topolino e Il tesoro di Pueblo Fiorito
- Topolino e Il caso dei Cuochi scomparsi ...
- Topolino e Il mistero della Valle d'Argento
- Minni e Il cammino della Bellezza
- Minni e Il "biscotto" imperiale
- Minni e Il  dolce Torneo...

## Curiosità
- Negli anni '80 Ubezio partecipa in veste di disegnatore ad un programma televisivo per bambini nel quale si giocava ad indovinare determinati personaggi del mondo Disney.
- Molte storie sono nate grazie all'ispirazione data dalla moglie.
- È un grande appassionato di sci, in particolare predilige la specialità e la filosofia del Telemark
- È docente di sceneggiatura del fumetto presso l'Accademia di Belle Arti ACME di Novara.